# Aeroportul Jardines del Rey
Aeroportul Jardines del Rey (în spaniolă Aeropuerto de Jardines del Rey) (IATA: CCC, ICAO: MUCC) este un aeroport din Cayo Coco⁠(d), Morón, Cuba, Ciego de Ávila Province⁠(d), Cuba ce deservește zona Cayo Coco⁠(d). A fost deschis în 26 decembrie 2002.
Situat la o altitudine de 4 m, aeroportul dispune de 1 pistă.

## Infrastructură

### Piste
Aeroportul dispune de o singură pistă. Pista 08/26 are suprafața de asfalt. 